# Richelieu sur la digue de La Rochelle
Richelieu sur la digue de La Rochelle est un tableau réalisé par le peintre français Henri-Paul Motte en 1881. De format horizontal, cette huile sur toile est une peinture d'histoire qui représente le cardinal de Richelieu et son état-major sur la digue qu'il a fait construire en 1628, lors du siège de La Rochelle. Exposée au Salon des artistes français, à Paris, l'année de sa création, l'œuvre est conservée au musée des Beaux-Arts de La Rochelle, à La Rochelle, en Charente-Maritime.